# メタニウム

メタニウム(CH_{5}^{+})

化学において、メタニウム（methanium）は化学式CH+
5で表される陽イオンであり、1つの炭素原子に5つの水素原子が結合しており、+1の電荷として振る舞う。メタニウムは超酸であり、またオニウムイオンの一種であり、最も単純なカルボニウムイオンでもある。
メタニウムは希薄な気体として、あるいは超酸中の希薄種として、実験室で合成することができる。 メタニウムは、また1950年に初めて合成され、1952年にヴィクトル・タリローゼと彼の助手のAnna Konstantinovna Lyubimovaにより論文報告されている。メタニウムは化学反応における中間体としても発生する。
メタニウムイオンの名称はメタン (CH4) から命名されており、アンモニア (NH3) から名付けられたアンモニウムイオン (NH+
4) と同様の命名法である。

## 構造
メタニウムは、3中心2電子結合内の空軌道と相互作用する水素分子をもつ CH3+カルバニウムイオン と見なすことができる。H2分子の結合性電子対は、2つの水素原子と1つの炭素原子の間で共有され、3中心2電子結合を形成する。
H2分子中の2つの水素原子は、CH3+イオンの中の3つの水素原子と絶えず入れ替わっている（これは疑似回転、特にベリー機構と呼ばれる立体構造変化である）。したがって、メタニウムイオンは可動性分子である。その構造変化のエネルギー障壁は非常に低く、非常に低温でも起こり得る。
赤外分光法を用いるとメタニウムイオンの様々な構造に関する情報が得られる。通常のメタンのIRスペクトルは、約3000 cm−1に対称と非対称伸縮振動に由来する2つのC-Hバンド、また約1400 cm−1に対称と非対称屈曲振動に由来する2つのバンドを示す。 一方、CH5+のIRスペクトルは、3つの非対称伸縮振動に由来した2800–3000 cm−1、横揺れ振動の1300 cm−1、屈曲振動の1300、1100 cm−1にバンドを示す。

## 合成
メタニウムは、メタンに非常に強い酸を作用させることで合成される、フッ化水素酸中の五フッ化アンチモン (SbF5) のような超酸が用いられる。
約2 Torrの圧力と室温下で、メタンイオン (CH+
4) は、中性のメタンと反応し、メタニウムとメチルラジカルを生じる。
{\displaystyle {\ce {{CH4^{+}}+CH4->{CH5^{+}}+CH3^{\bullet }}}}

## 安定性および反応
メタンと超酸（SbF5 + HF）の反応で得られたカチオンのメタニウムイオンは、HF分子との相互作用で安定化されている。
減圧（約1 mmHg）、室温下では、メタニウムは中性メタンと反応しない。